# Campeonato Paulista de Voleibol Feminino de 2025
O Campeonato Paulista de Voleibol Feminino de 2025 é a quinquagésima terceira edição desta competição organizada pela Federação Paulista de Volleyball.

## Participantes
| Equipe           | Cidade             | Última participação | Paulista 2024 |
| ---------------- | ------------------ | ------------------- | ------------- |
| Sesi/Vôlei Bauru | Bauru              | Paulista 2024       | Vice          |
| E. C. Pinheiros  | São Paulo          | Paulista 2024       | 4º            |
| Osasco SCS       | Osasco             | Paulista 2024       | Campeão       |
| AA São Caetano   | São Caetano do Sul | Paulista 2024       | 6º            |
| Barueri VC       | Barueri            | Paulista 2024       | 3º            |
| Renasce Sorocaba | Sorocaba           | Paulista 2024       | 5º            |
| Vôlei Louveira   | Louveira           | Paulista 2024       | 7º            |
| Realizar Santos  | Santos             | Estreante           | -             |

## Forma de disputa
Na primeira fase as oito equipes jogaram entre si em turno único. As quatro melhores equipes avançaram para as semifinais, já as duas equipes vencedoras desta fase passaram para a final do campeonato, com disputa do set de ouro em caso de empate. 
A classificação foi gerida da seguinte forma:
1. Maior número de partidas ganhas.
2. Maior número de pontos obtidos, que são concedidos da seguinte forma:
3. Vitória por 3 sets a 0 ou 3 a 1: 3 pontos para o vencedor;
4. Vitória por 3 sets a 2: 2 pontos para o vencedor e 1 ponto para o perdedor.
5. Proporção entre pontos ganhos e pontos perdidos (razão de pontos).
6. Proporção entre os sets ganhos e os sets perdidos (relação Sets).
7. Se o empate persistir entre duas equipes, a prioridade é dada à equipe que venceu a última partida entre as equipes envolvidas.
8. Se o empate persistir entre três equipes ou mais, uma nova classificação será feita levando-se em conta apenas as partidas entre as equipes envolvidas.

## Primeira Fase
Classificação da primeira fase.
|     |                  |     | Jogos | Jogos | Jogos | Resultados | Resultados | Resultados | Resultados | Resultados | Resultados | Sets | Sets | Sets | Pontos | Pontos | Pontos |
| Pos | Equipe           | Pts | T     | V     | D     | 3–0        | 3–1        | 3–2        | 2–3        | 1–3        | 0–3        | V    | P    | R    | V      | P      | R      |
| --- | ---------------- | --- | ----- | ----- | ----- | ---------- | ---------- | ---------- | ---------- | ---------- | ---------- | ---- | ---- | ---- | ------ | ------ | ------ |
| 1   | Osasco SCS       | 0   | 0     | 0     | 0     | 0          | 0          | 0          | 0          | 0          | 0          | 0    | 0    | MAX  | 0      | 0      | MAX    |
| 1   | Sesi/Vôlei Bauru | 0   | 0     | 0     | 0     | 0          | 0          | 0          | 0          | 0          | 0          | 0    | 0    | MAX  | 0      | 0      | MAX    |
| 1   | Barueri VC       | 0   | 0     | 0     | 0     | 0          | 0          | 0          | 0          | 0          | 0          | 0    | 0    | MAX  | 0      | 0      | MAX    |
| 1   | E. C. Pinheiros  | 0   | 0     | 0     | 0     | 0          | 0          | 0          | 0          | 0          | 0          | 0    | 0    | MAX  | 0      | 0      | MAX    |
| 1   | Renasce Sorocaba | 0   | 0     | 0     | 0     | 0          | 0          | 0          | 0          | 0          | 0          | 0    | 0    | MAX  | 0      | 0      | MAX    |
| 1   | AA São Caetano   | 0   | 0     | 0     | 0     | 0          | 0          | 0          | 0          | 0          | 0          | 0    | 0    | MAX  | 0      | 0      | MAX    |
| 1   | Vôlei Louveira   | 0   | 0     | 0     | 0     | 0          | 0          | 0          | 0          | 0          | 0          | 0    | 0    | MAX  | 0      | 0      | MAX    |
| 1   | Realizar Santos  | 0   | 0     | 0     | 0     | 0          | 0          | 0          | 0          | 0          | 0          | 0    | 0    | MAX  | 0      | 0      | MAX    |

Jogos da primeira fase
| Data   | Hora  |                  | Placar |                  | Set 1 | Set 2 | Set 3 | Set 4 | Set 5 | Total | Relatório |
| ------ | ----- | ---------------- | ------ | ---------------- | ----- | ----- | ----- | ----- | ----- | ----- | --------- |
| 23 ago | 19:30 | São Caetano      | –      | Sesi/Vôlei Bauru |       |       |       |       |       |       |           |
| 26 ago | 20:00 | Osasco SCS       | –      | Realizar Santos  |       |       |       |       |       |       |           |
| 27 ago | 19:00 | Sesi/Vôlei Bauru | –      | Vôlei Louveira   |       |       |       |       |       |       |           |
| 27 ago | 20:00 | Pinheiros        | –      | Renasce Sorocaba |       |       |       |       |       |       |           |
| 30 ago | 18:00 | Vôlei Louveira   | –      | Osasco SCS       |       |       |       |       |       |       |           |
| 30 ago | 20:00 | Pinheiros        | –      | Realizar Santos  |       |       |       |       |       |       |           |
| 02 set | 19:00 | Sesi/Vôlei Bauru | –      | Renasce Sorocaba |       |       |       |       |       |       |           |
| 02 set | 20:00 | Osasco SCS       | –      | São Caetano      |       |       |       |       |       |       |           |
| 02 set | 20:00 | Realizar Santos  | –      | Vôlei Louveira   |       |       |       |       |       |       |           |
| 05 set | 19:30 | Renasce Sorocaba | –      | Osasco SCS       |       |       |       |       |       |       |           |
| 05 set | 19:30 | São Caetano      | –      | Vôlei Louveira   |       |       |       |       |       |       |           |
| 07 set | 18:00 | Pinheiros        | –      | Sesi/Vôlei Bauru |       |       |       |       |       |       |           |
| 10 set | 19:30 | Vôlei Louveira   | –      | Renasce Sorocaba |       |       |       |       |       |       |           |
| 10 set | 20:00 | Osasco SCS       | –      | Pinheiros        |       |       |       |       |       |       |           |
| 10 set | 20:30 | Sesi/Vôlei Bauru | –      | Barueri          |       |       |       |       |       |       |           |
| 14 set | 17:00 | Sesi/Vôlei Bauru | –      | Realizar Santos  |       |       |       |       |       |       |           |
| 15 set | 18:00 | Pinheiros        | –      | Vôlei Louveira   |       |       |       |       |       |       |           |
| 15 set | 20:00 | Barueri          | –      | Osasco SCS       |       |       |       |       |       |       |           |
| 17 set | 19:30 | Renasce Sorocaba | –      | São Caetano      |       |       |       |       |       |       |           |
| 20 set | 18:00 | Realizar Santos  | –      | São Caetano      |       |       |       |       |       |       |           |
| 23 set | 19:30 | Vôlei Louveira   | –      | Barueri          |       |       |       |       |       |       |           |
| 23 set | 20:00 | Realizar Santos  | –      | Renasce Sorocaba |       |       |       |       |       |       |           |
| 24 set | 19:30 | São Caetano      | –      | Pinheiros        |       |       |       |       |       |       |           |
| 24 set | 20:00 | Osasco SCS       | –      | Sesi/Vôlei Bauru |       |       |       |       |       |       |           |
| 26 set | 19:30 | Renasce Sorocaba | –      | Barueri          |       |       |       |       |       |       |           |

## Fase final
Disputada em uma série de 2 jogos com desempate pelo set de ouro.
|  | Semi-Finais (Melhor-de-2 com Set de ouro) | Semi-Finais (Melhor-de-2 com Set de ouro) | Semi-Finais (Melhor-de-2 com Set de ouro) | Semi-Finais (Melhor-de-2 com Set de ouro) | Semi-Finais (Melhor-de-2 com Set de ouro) |  |  | Final (Melhor-de-2 com Set de ouro) 8 a 11 de outubro de 2025 | Final (Melhor-de-2 com Set de ouro) 8 a 11 de outubro de 2025 | Final (Melhor-de-2 com Set de ouro) 8 a 11 de outubro de 2025 |  |  |
|  |                                           |                                           |                                           |                                           |                                           |  |  |                                                               |                                                               |                                                               |  |  |
|  |                                           |                                           |                                           |                                           |                                           |  |  |                                                               |                                                               |                                                               |  |  |
|  | 1º                                        |                                           |                                           |                                           |                                           |  |  |                                                               |                                                               |                                                               |  |  |
|  | 4º                                        |                                           |                                           |                                           |                                           |  |  |                                                               |                                                               |                                                               |  |  |
|  |                                           |                                           |                                           |                                           |                                           |  |  |                                                               |                                                               |                                                               |  |  |
|  |                                           |                                           |                                           |                                           |                                           |  |  |                                                               |                                                               |                                                               |  |  |
|  | 2º                                        |                                           |                                           |                                           |                                           |  |  |                                                               |                                                               |                                                               |  |  |
|  | 3º                                        |                                           |                                           |                                           |                                           |  |  |                                                               |                                                               |                                                               |  |  |